# Битва при Баї
Битва при Баї (Bătălia de la Baia) — бій, що відбувся 15 грудня 1467 року поблизу молдавської Баї, між Молдавією і Угорщиною. Силами першої командував молдавський господар Штефан III, військами другої — угорський король Матвій Корвін. Епізод молдавсько-угорських воєн, в ході яких угорці намагалися відновити контроль над Молдавією, що з середини XIV століття була угорською маркою. Приводом до битви стало захоплення молдаванами Кілії, фортеці на узбережжі Чорного моря. Незважаючи на те, що угорське військо втричі перевищувало сили Стефана ІІІ, він завдав йому розгромної поразки. Матвій був тяжко поранений і втік до Трансільванії. Битва поклала край угорським намаганням повернути Молдавію.

## Передумови
1359 року молдавський воєвода Богдан I, голова Молдавської марки під протекторатом Угорщини, повстав проти свого сюзерена, угорського короля, й проголосив незалежність Молдавії. Угорці намагалися відновити верховенство над нею, але безуспішно.
1429 року Сигізмунд, імператор Священної Римської імперії, що був одночасно угорським королем, зустрівся із польським королем Ягайлом. Він запропонува напасти на Молдавію і розділити її між Угорським і Польським королівствам. Сигізмунд аргументував необхідність походу тим, що молдавани не вірні нікому, звикли жити крадіжками і розбоєм, та ще й не допомагають йому в боротьбі з Османською імперією. Ягайло не пристав на пропозицію, мотивувавши це тим, що Молдавія – християнська країна, а молдавани брали участь з поляками у виправі за Дунай.
1451 року в Молдавії спалахнула міжусобна війна, після того як претендент Петро Арон убив молдавського господаря Богдана I. Міжусобиці продовжувалися до 1457 року, коли Штефан ІІІ, син убитого, скинув Петра й повернув собі престол. Останній утік до Польщі, а потім – до Трансільванії.
В ході міжусобиць Молдавія втратила причорноморську область з фортецями Кілія й Білгород, які відійшли Валахії. Штефан ІІІ прагнув повернути її, але найважливішу з фортець – Кілію – контролював валаський староста спільно з каштелянами-угорцями.
1462 року Штефан надіслав листа своєму кузену, валаському князю Владу ІІІ, прохаючи повернути Кілію молдаванам, але той відмовився. Через це, 22 червня того ж року, за допомоги турків, молдавський господар атакував фортецю. Впродовж 8 днів 7-тисячний валасько-угорських гарнізон захищав Кілію. Нападники були розбиті, а Штефан зазнав поранення, що могло привести до смерті.
1465 року Штефан знову підійшов до Кілії з польськими силами, але замість штурму вступив із командирами гарнізону в переговори. Він показав листа, яким засвідчив, що має підтримку польського короля і що той вимагає здачі фортеці. Гарнізов виконав вимогу, а молдавський воєвода зайняв укріплення.
Довідавшись про падіння Кілії, турецький султан Мехмед звернувся до Штефана, аби той повернув фортецю Валахії, що на той час була васалом Османської імперії. В очікуванні війни з турками, молдавський господар збільшив чисельність війська й примусив усіх чоловіків своєї країни мати при собі зброю.
1466 року Штефан став васалом польського короля Казимира IV й повернув собі Хотинську фортецю з польських рук. Це зіпсувало стосунки Угорщини і Польщі.
1467 року в Трансільвані спалахнуло повстання, яке угорський король Матвій Корвін приборкав із великими труднощами. Згодом він дізнався, що Штефан надав допомогу повсталим, ймовірно, з метою знайти і вбити свого кривдника – претендента Петра Арона. Король вирішив помститися молдавському воєводі, скинувши його з престолу і поставивши замість нього іншого претендента – Берендея, який обіцяв зробити Молдавію васалом Угорщини.

## Битва

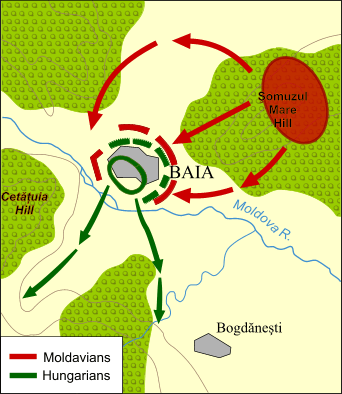
План битви при Баї

Угорці зібрали військо числом у 40 тисяч вояків, більшість з яких була волохами із Трансільванії. До нього входило багато угорських магнатів і шляхтичів, зокрема Мікоша IV Баторі. Угорські сили мали до 500 гармат і важку облогову техніку. У війську короля бракувало єдності: задля збереження лояльності підлеглих, він намагався уникати великих боїв.
Військо молдаван нараховувало лише 12 – 15 тисяч вояків. Готуючись до ворожого вторгнення, вони евакуювавши населення біля угорського кордону і вдалися до тактики випаленої землі -  зруйнували прикордонні поселення, вивезли провізію, блокували лісом переходи на стежках і дорогах.
В середині жовтня 1467 року угорці вирушили в похід й на початку листопада дісталися Молдавії, до околиць Бакеу. 19 листопада вони вийшли до річки Тротуш, де зіткнулися із незначними молдавськими загонами.
Від 29 листопада до 7 грудня угорці перебували у Бакеу, який вони попередньо здобули і спалили. Згідно з літописами ця затримка була пов’язана із посольством Штефана до угорського короля, що пропонувало замиритися, але обидві сторони не домовилися й воєнні дії відновилися.
За три дні походу угорське військо досягло молдавського міста Бая. Тут, за літописами, король Матвій Корвін зустрівся із місцевим угорцем на ім'я Ситот, який видав йому позиції молдаван, їхню чисельність та план наступу після сутінок. Молдавські сили стояли табором на півночі, між річкою Молдовою і пагорбом Шомуз. Угорський король наказав укріпити Баю валами, ровами і кільцями возів, а воякам, які опанували стратегічно важливі ділянки, велів бути готовими до атаки противника.
14 грудня, як повідомляє угорський звіт, угорці захопили молдавського воєводу Штефана. Проте він ввів їх в оману, визволився і втік до свого табору.
В ніч з 14 на 15 грудня Штефан вислав невеликі загони вояків, що стали обстрілювати Баю вогняними стрілами з трьох різних сторін. У місті спалахнули пожежі й зчинилася паніка. В описах битви зазначено, що вогонь перетворив ніч на світлий день, і що багато угорців згоріло у пожежі.
Штефан наказав своєму війську спішитися і йти в атаку. Битва почалася біля воріт Баї. Згодом на її вулицях розгорнулися жорстокі бої, де молдавани взяли гору завдяки своїй люті й жорстокості. Волохи з угорського війська
Нова атака молдавського війська була скерована проти угорської королівської гвардії, що складалася із 2 сотень лицарів та їхніх слуг. Угорці, серед яких був Баторі, добре оборонялися біля входу до ринку й умертвили тут багато молдаван. Проте в колотнечі угорського короля Корвіна поранили трьома стрілами в спину, внаслідок чого він мусив покинути поле бою на ношах, аби не потрапити у полон.
Угорці були змушені відступати назад, до Трансільванії. По дорозі вони поховали всю свою артилерію та награбоване майно, щоб воно не дісталося молдаванам. 40-денний відступ був утруднений через блокування молдавськими боярами і селянами шляхів.
За повідомленням Яна Длугоша угорський король зміг врятуватися лише за допомоги молдаванина-зрадника, якого згодом воєвода Штефан розшукав і стратив на смерть. Молдавсько-німецька хроніка повідомляє, що це був боярин Ісаїя, який став на заваді кінній атаці молдаван по відступаючих угорцях.

## Наслідки
У битві при Баї загинуло близько 10 тисяч угорських вояків. Більшість шляхтичів і сам угорський король врятувалися втечею. Угорська хроніка повідомляє про 7 тисяч полеглих молдаван, проте ця цифра сумнівна, оскільки угорці не мали можливості підрахувати втрати противника після бою.
Молдавське військо захопило весь угорський обоз із возами, наметами та великою кількістю зброїю. Штефан надіслав частину трофеїв польському королю Казимиру як свідоцтво перемоги молдаван.
На Різдво угорський король Матвій Корвін повернувся до Брашова. Він помстився трансільванцям за свою поразку, звинувативши частину їхніх командирів у невірності й скравши їх на горло. Після цього він наклав штраф на Трансільванію розміром 400 тисяч флоринів золотом, які та мусила сплатити негайно. На ці гроші найняв іноземних найманців.
1468 року молдавський воєвода Штефан здійснив похід до Трансільванії. Він знайшов там батьковбивцю Петра Аарона й стратив його.
З часом Молдавія й Угорщина стали союзниками. 1475 року Матвій Корвін надіслав до Штефана 1,8 тисяч вояків, які допомогли йому у Васлуйській битві.